# Capaci
Capaci (sicilià Capaci) és un municipi italià, dins de la ciutat metropolitana de Palerm. L'any 2007 tenia 10.342 habitants. Limita amb els municipis d'Isola delle Femmine, Carini i Torretta.

## Administració
| Període | Identitat         | Partit        |
| ------- | ----------------- | ------------- |
| 2007-   | Benedetto Salvino | Llista Cívica |

## Personatges il·lustres
El 23 de maig de 1992, en el túnel de l'autovia A-29 vora l'entrada de Carini, fou assassinat per la màfia el jutge Giovanni Falcone, la seva esposa Francesca Morvillo, i tres agents d'escorta, Vito Schifani, Rocco Di Cillo i Antonio Montinaro.